# Jacint de Cracòvia
Jacint, en polonès Jacek (1185, Kamień Śląski, Polònia - † 15 d'agost de 1257, Cracòvia) va ser un religiós dominic polonès, proclamat sant per Climent VIII el 1594.

## Biografia
Les notícies sobre la seva vida són tardanes, gairebé totes extretes dels documents redactats amb motiu de la seva canonització, ja al segle xvi. Per tant, són poc fiables en els detalls. Segons aquestes fonts, Jacint pertanyia a la noble família dels Odrowacz i havia nascut al castell de Lanka, a Kamień (Silèsia). Va estudiar dret canònic i teologia a Cracòvia, Praga i Bolonya i va ser ordenat sacerdot, essent canonge a la catedral de Cracòvia.
Va acompanyar al seu bisbe a Itàlia i, possiblement a Bolonyna el 1221 va conèixer Sant Domènec de Guzman, que hi celebrava el segon capítol general de l'orde dominic. Jacint va decidir fer-se dominic, encarregant-se de difondre l'orde per l'Europa oriental: va fundar-ne convents a Friesach, Cracòvia, Danzig i Kíev i va predicar a Polònia, Suècia, Noruega, Dinamarca, Escòcia i Rússia. També, per encàrrec de Gregori IX, va treballar per la unió de les esglésies d'Orient i Occident, anant a l'Imperi Romà d'Orient.

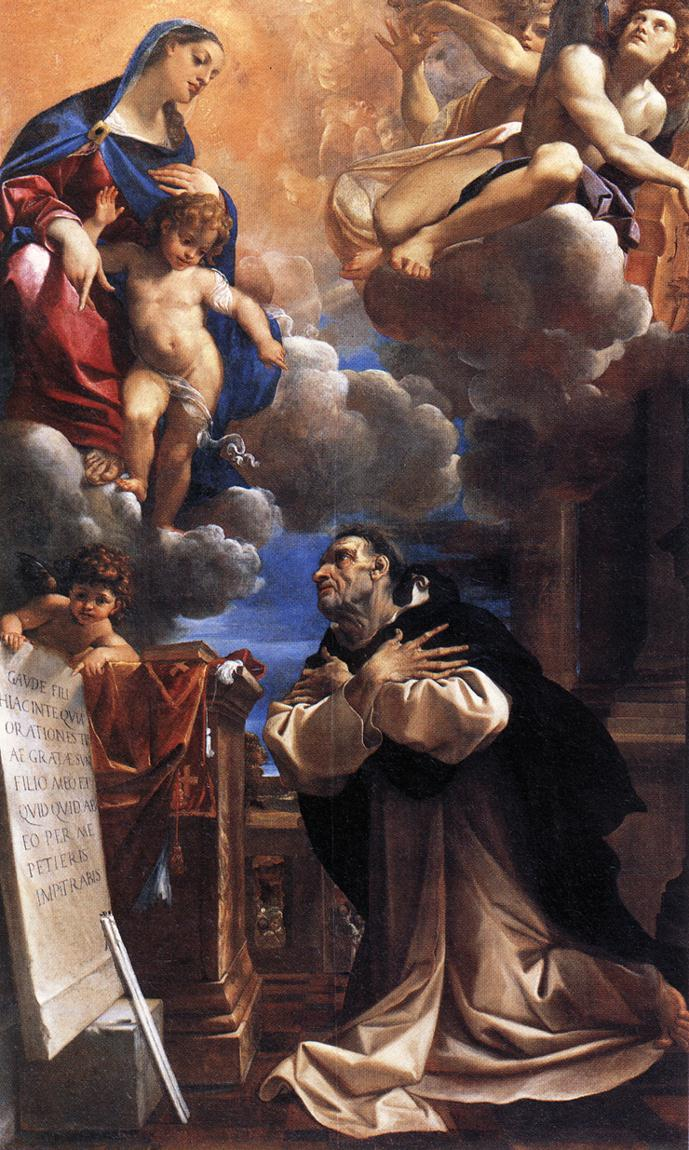
Aparició de la Mare de Déu a Sant Jacint per Ludovico Carracci (París, Louvre)
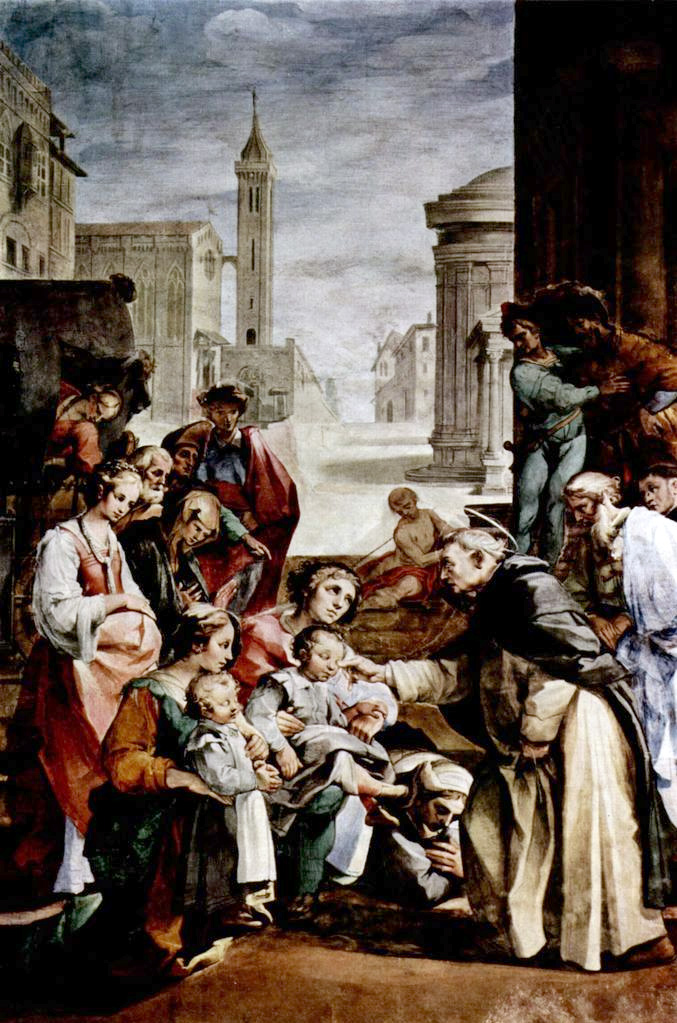
Miracle de Sant Jacint, fresc de Ventura Salimbeni, ca. 1600 a Santo Sepolcro de Siena
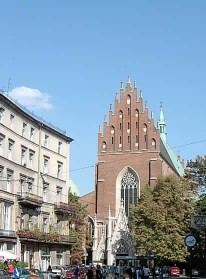
Església dels dominics de Cracòvia, amb la tomba del sant

## Veneració
La devoció popular pel sant va iniciar-se poc després de la seva mort. A instància del rei de Polònia, Segimon III Vasa, el papa Climent VIII el va canonitzar el 17 d'abril de 1594. El culte del nou sant, afavorit per les monarquies catòliques, que volien mantenir bones relacions amb Polònia, va difondre's ràpidament entre els segles xvi i xvii. En 1686 Innocenci XI el va proclamar patró de Lituània.

## Iconografia
Va ser molt representat a l'art barroc, generalment agenollat mentre té la visió de la Mare de Déu que li garanteix la seva intercessió davant del seu Fill. També es representa amb l'ostensori a una mà i una escultura de la Mare de Déu a l'altra, ja que, segons una tradició, havia salvat les dues coses quan el seu convent va ser envaït pels tàrtars: va prendre els dos objectes i va fugir caminant per sobre les aigües del riu Dnièster.